# Schloss de Mont
Das Schloss de Mont (rätoromanisch Casti de Mont) steht im Zentrum von Vella im Val Lumnezia im schweizerischen Kanton Graubünden. Das Gebäude steht unter dem Schutz des Kantons und des Bundes.

## Geschichte
Das Schloss wurde 1666 nach einer Feuersbrunst von der Witwe des Melchior de Mont, Margaretha von Mont, geborene von Schauenstein und Ehrenfels, wieder aufgebaut. Dies geht aus einer Inschrift im Wandbild an der Nordostfassade hervor. An seiner Stelle stand vor dem Brand ein älteres Steinhaus unbekannten Baudatums. 
1983 wurde das Dach mit Eternitsteinschindeln neu eingedeckt, und die barocken Stucklukarnen und die Windfahnen wurden wiederhergestellt. 1993 bis 1996 wurden mehrere Innenräume und Fassaden restauriert.

## Bau
Das palastartige Gebäude trägt ein steiles Krüppelwalmdach. Der Turm an der südlichen Ecke mit seinen Sgraffiti wurde nachträglich angebaut. Er setzt nur einen architektonischen Akzent und dient nicht als Treppenhaus.
Jedes Stockwerk verfügt über einen gewölbten Mittelkorridor. Die Natursteinplattenböden der Zwischenkorridore stammen aus der Zeit vor 1666. Das prachtvolle Täfer mit Kassettendecke aus der grossen Stube ist heute im Landesmuseum Zürich.

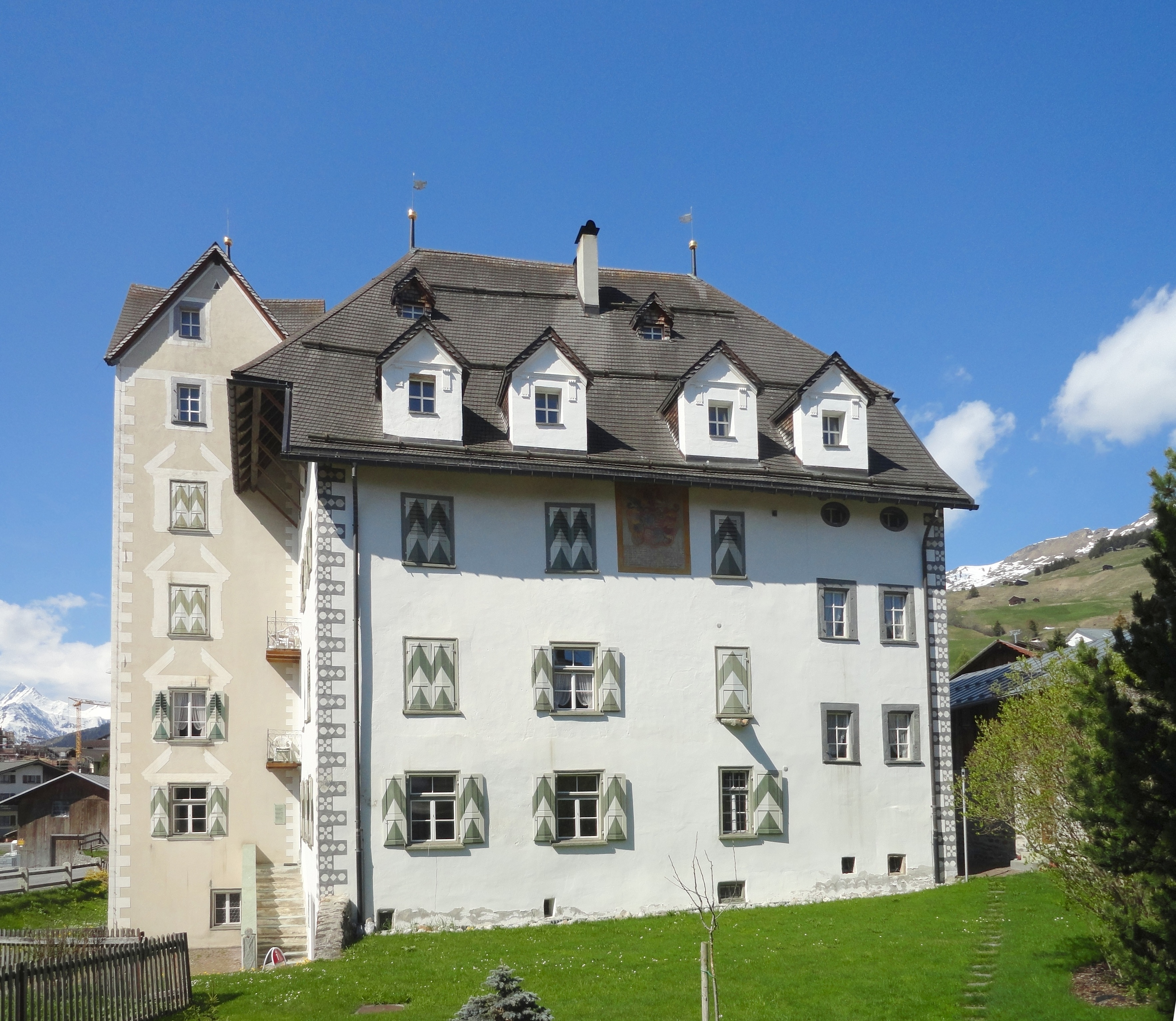
Ostseite
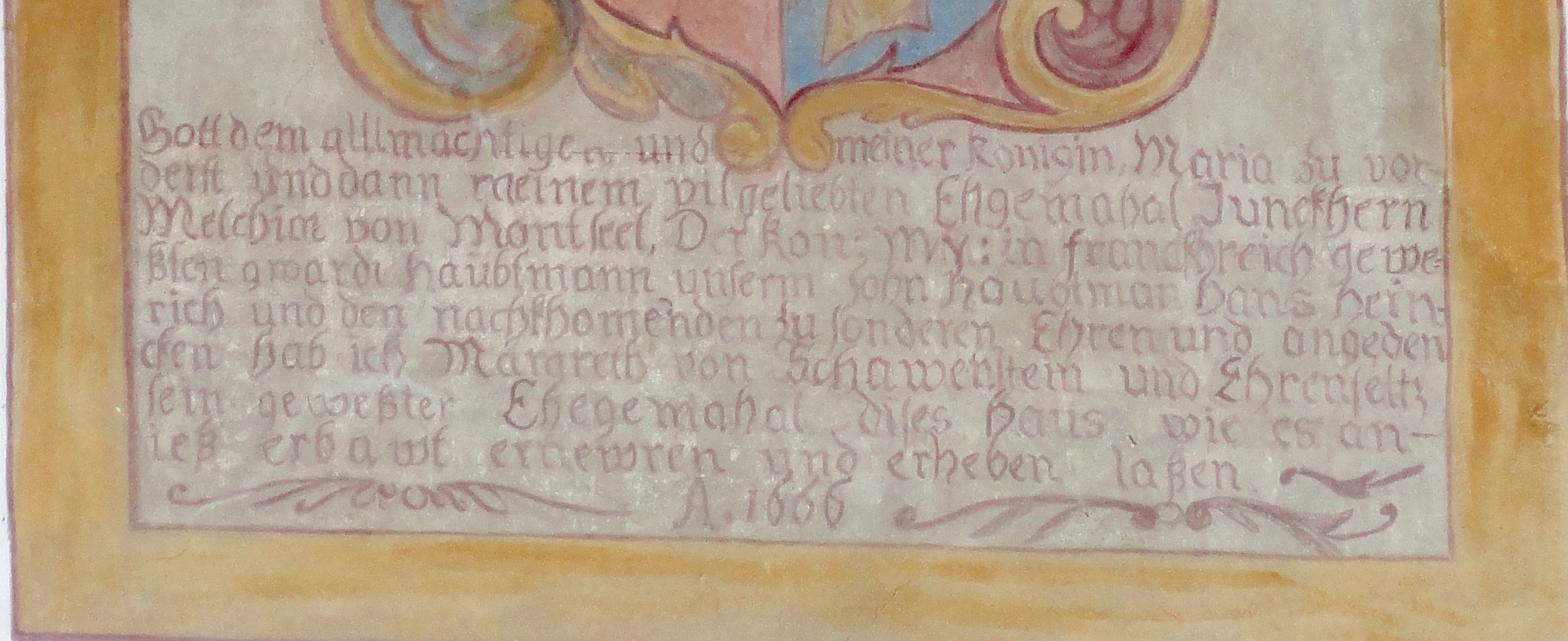
Inschrift an der Ostseite